# Albert Villon
 (août 2024).
Albert Villon, né le 17 octobre 1847 à Envermeu dans le département de la Seine-Maritime 
et décédé le 6 novembre 1926 à Thièdeville, marié en 1870 à Appoline Aimée Seigneur, 
est un fabricant d'horlogerie, un des fondateurs de la future maison Bayard.

## Premier atelier
Albert Villon fonde son premier atelier d’horlogerie, en 1867, à Saint-Nicolas-d'Aliermont en Seine-inférieure.
Il se spécialise dans la pendule de voyage et la montre de marine.

Réveil tapageur
Cadran émaillé. Coll. J.P. Guittonneau.
Estampillé d'un lion passant et des initiales A.V.

## Société

### A. Villon & Dessiaux

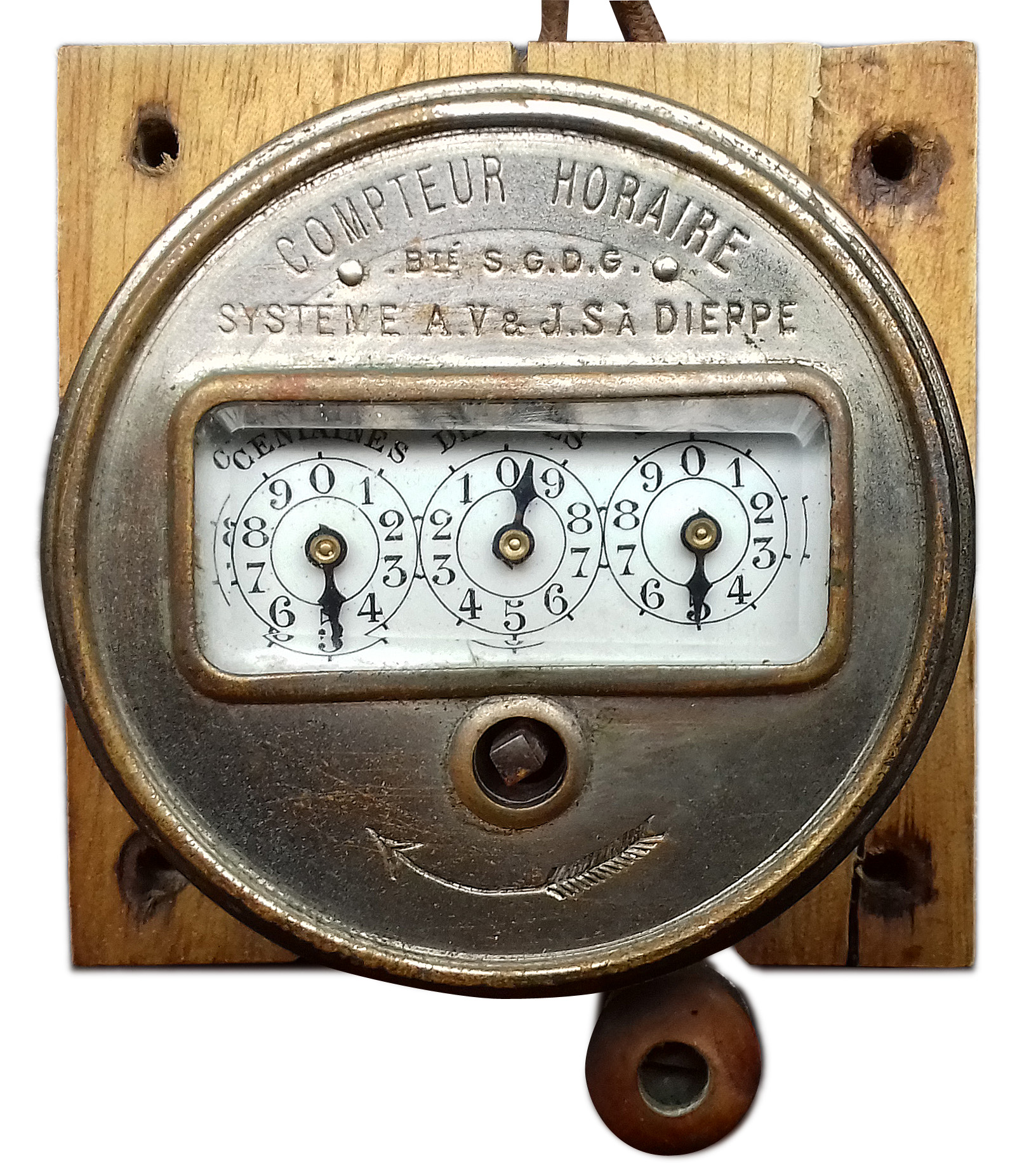
Compteur horaire d'électricité Albert Villon & Jean Soulat, Dieppe, 1900..

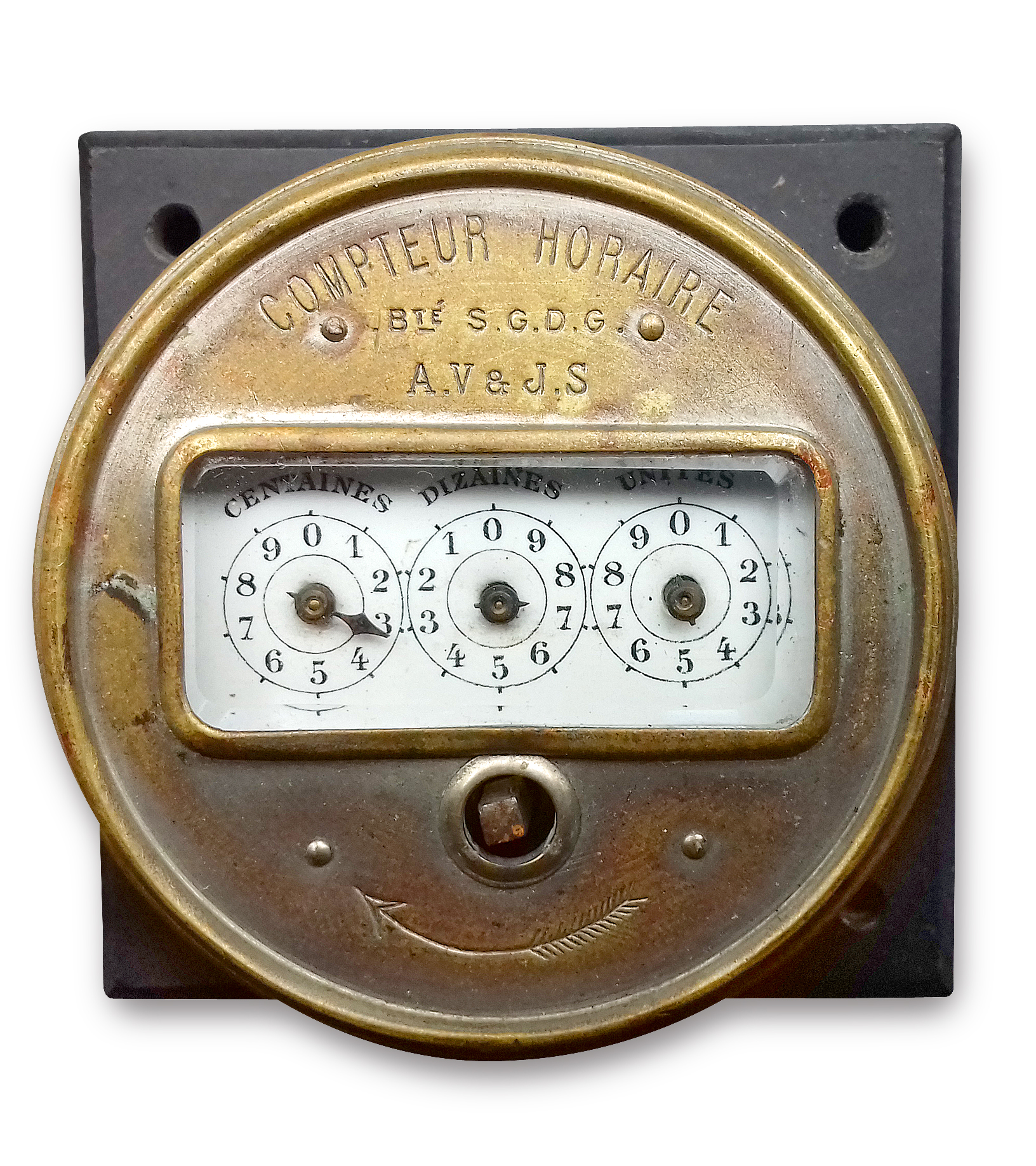
Compteur Soulat & Villon, commande de mise en route par électro-aimant.

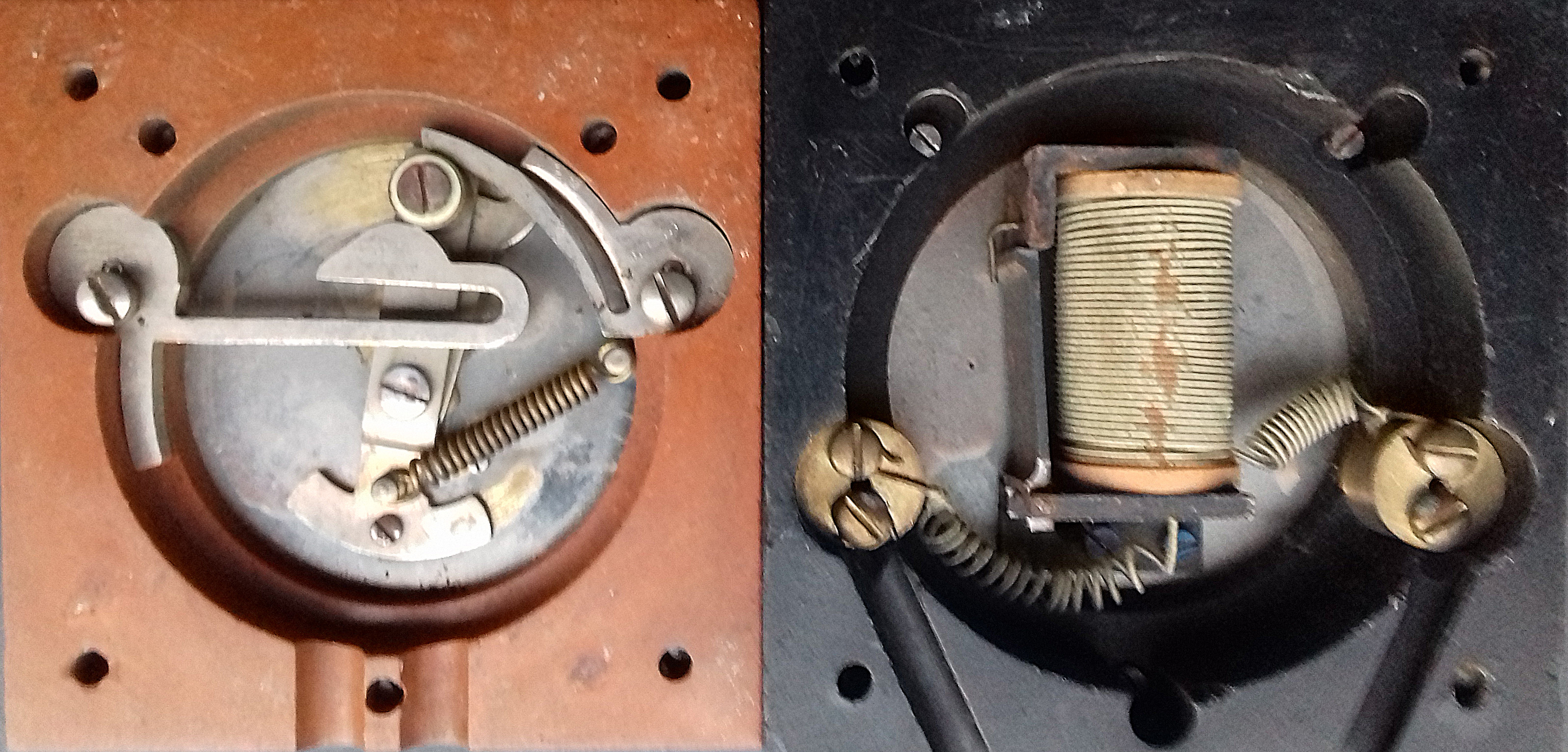
Compteur Soulat & Villon déclenchement par interrupteur à bascule ou (boîtier noir) par électro-aimant.

En 1873, il s'associe avec Ernest Dessiaux, le beau-frère de son épouse, jusqu'en 1883. Ils créent la société A.Villon et Dessiaux et déposent, cette même année, puis en 1881, des brevets : Perfectionnements et additions aux réveils ordinaires,. 
Ils installent un magasin à Paris rue d'Angoulême-du-Temple dans le 11e arrondissement.

### A. Villon, Duverdrey et Bloquel
En 1885, Albert Villon s'associe avec Paul Duverdrey, comptable, et Joseph Bloquel, horloger, qui prennent en charge la direction des ateliers Saint-Nicolas-d'Aliermont ; 
Villon s’occupe de la surveillance générale et de la prospection à l’étranger.
Ils créent la société en nom collectif A. Villon, Duverdrey et Bloquel ,.
Albert Villon présente ses pendules de voyage et ses réveils à l'Exposition universelle de 1889
 et ses régulateurs à l'exposition internationale de Chicago de 1893.

### Ingénierie d'optimisation
Dans un souci d'industrialisation, Albert Villon œuvre à simplifier les mécanismes de ses réveils pour optimiser leur fabrication.

### Appareillage électrique
Il collabore avec Jean Soulat, horloger devenu fabricant d'appareillages électriques, au perfectionnement de son compteur horaire d'éléctricité et à un dispositif de contrôle des gaz et des liquides.
Albert Villon quitte la société Duverdrey et Bloquel au début des années 1900, qui dépose en 1928 la marque Bayard .

## Fabrication
Les pièces d'horlogerie créées par Albert Villon sont estampillées d'un « lion passant ». Les plus anciennes comportent également les initiales « A.V. », des pendulettes d'officier en laiton et des petits réveils à cadran émaillé.

## Annexe